# Pantalla de benvinguda

Pantalla de benvinguda de Inkscape amb logotip

Una pantalla de benvinguda (anglès : Splash screen ) és una pantalla pàgina gràfica que apareix en carregar o iniciar un programa d'ordinador, o també com a pàgina d'introducció en un lloc web. És un element de control gràfic que consta d'una finestra que conté una imatge, un logotip i de vegades, la versió del programari. Pot aparèixer una pantalla de benvinguda mentre s'inicia un joc o programa.
Mentre que les pantalles de benvinguda solen ocupar tota la pantalla en aplicacions escrites per a sistemes operatius basats en text com DOS o per a telèfons intel·ligents i tauletes, les aplicacions d'escriptori en interfícies gràfiques d'usuari normalment no ocupen tota la pantalla, sinó que sovint es mostren en una àrea rectangular al centre de la mateixa Tot i aixñi, la pantalla de benvinguda d'un sistema operatiu sol ocupar tota la pantalla i s'anomena “ pantalla d'arrencada ”.

## Objectiu
Una pantalla de benvinguda és utilitzada principalment per programes d'ordinador que requereixen una certa quantitat de temps després diniciar-se fins que estiguin llestos perquè l'usuari els operi. La pantalla de benvinguda informa que el programa s'està carregant o iniciant actualment. Això vol dir que l'usuari rep informació immediatament després d'iniciar el programa (p. ex. fent clic a la icona del programa amb el ratolí) una resposta inicial del programa i no s'ha de preguntar si el programa s'inicia. Normalment, la pantalla de benvinguda desapareix quan apareix la finestra principal del programa.
Si els programes menys populars també utilitzen pantalles de benvinguda, això sol ser degut a una estratègia de màrqueting : el producte ha de crear o suscitar associacions amb una pantalla de benvinguda mostrant per endavant un clixé de color o disseny. Per exemple, els usuaris que estiguin familiaritzats amb Ubuntu recordaran primer els tons taronja i violeta, mentre que els de Microsoft Word o Fedora recordaran els tons blaus. Google també fa servir aquest principi.
Encara que molts usuaris i desenvolupadors consideren que una pantalla de benvinguda és més un truc, a partir de la versió 6.0 de Java Runtime Environment, la visualització d'una pantalla de benvinguda és compatible de manera nativa perquè l'usuari vegi els comentaris del programa abans de les classes per al disseny gràfic. Es carreguen elements d'interfície d'usuari que altrament serien necessaris per a una pantalla de benvinguda. Això subratlla com n'és d'important una pantalla de benvinguda per al temps de resposta percebut d'un programa.